# Список концертных туров NCT 127
Южнокорейский бойбенд NCT 127, сформированный в 2016 году компанией SM Entertainment, начал свой первый концертный тур NEO City: SEOUL — The Origin на Олимпийской гимнастической арене в Сеуле 26 января 2019 года.

## NCT 127 1st Tour 'NEO CITY — The Origin' (2019—2020)
NEO CITY — The Origin — первый концертный тур южнокорейского бойбенда NCT 127, стартовавший 26 января 2019 года в Сеуле, Республика Корея и завершившийся 24 февраля 2020 года в Токио, Япония. Всего было проведено 45 концертов: 28 в Азии, 12 в Северной Америке, 1 в Латинской Америке и 4 в Европе.

### Сет-лист
– VCR 1 – Интро
1. «Cherry Bomb» (Remix)
2. «Comeback»
3. «Limitless»
4. «Chain» (Korean Ver.)
5. «Fly Away With Me»
6. «Back 2 U (AM 01:27)»

– VCR 2 –
1. «City 127»
2. «Angel»
3. «Sun & Moon»
4. «Timeless»
5. «No Longer»
6. «Interlude: Regular to Irregular»
7. «Regular» (Remix)
8. «Wake Up»
9. «Baby Don't Like It»
10. «Mad City»

– VCR 3 –
1. «Good Thing»
2. «Touch»
3. «Heartbreaker»
4. «Replay (PM 01:27)»
5. «Fire Truck» (Remix)
6. «Simon Says»

Энкор:
1. «Welcome To My Playground»
2. «Summer 127»
3. «0 Mile»

– VCR 1 – Интро
1. «Cherry Bomb» (Remix)
2. «Comeback» (Japanese Ver.)
3. «Limitless» (Japanese Ver.)
4. «Chain» (Japanese Ver.)
5. «Fly Away With Me»
6. «Back 2 U (AM 01:27)»

– VCR 2 –
1. «City 127»
2. «Angel»
3. «Sun & Moon»
4. «Dreaming»
5. «Timeless»
6. «No Longer»
7. «Interlude: Regular to Irregular»
8. «Regular» (Remix)
9. «Wake Up»
10. «Baby Don't Like It»
11. «Mad City»

– VCR 3 –
1. «Good Thing»
2. «Touch» (Japanese Ver.)
3. «Heartbreaker» (только в Сайтаме)
4. «Replay (PM 01:27)»
5. «Simon Says»
6. «Fire Truck» (Remix)

Энкор:
1. «Wakey Wakey» (только в Сайтаме)
2. «Welcome To My Playground»
3. «Summer 127»
4. «0 Mile»

– VCR 1 – Интро
1. «Cherry Bomb» (English Ver.)
2. «Comeback»
3. «Limitless»
4. «Chain» (Korean Ver.)
5. «Fly Away With Me»
6. «Back 2 U (AM 01:27)»

– VCR 2 –
1. «City 127»
2. «Angel»
3. «Jet Lag»
4. «Timeless»
5. «No Longer»
6. «Interlude: Regular to Irregular»
7. «Regular» (English Ver.)
8. «Wake Up»
9. «Baby Don't Like It»
10. «Mad City»

– VCR 3 –
1. «Good Thing»
2. «Touch»
3. «Replay (PM 01:27)»
4. «Simon Says»
5. «Fire Truck» (Remix)

Энкор:
1. «Superhuman»
2. «Summer 127»
3. «0 Mile»

– VCR 1 – Интро
1. «Cherry Bomb» (Korean Ver.)
2. «Comeback»
3. «Limitless»
4. «Chain» (Korean Ver.)
5. «Fly Away With Me»
6. «Back 2 U (AM 01:27)»

– VCR 2 –
1. «City 127»
2. «Angel»
3. «Jet Lag»
4. «Timeless»
5. «No Longer»
6. «Interlude: Regular to Irregular»
7. «Regular» (Korean Ver.)
8. «Wake Up»
9. «Baby Don't Like It»
10. «Mad City»

– VCR 3 –
1. «Good Thing»
2. «Touch»
3. «Replay (PM 01:27)»
4. «Simon Says»
5. «Fire Truck» (Remix)

Энкор:
1. «Superhuman»
2. «Summer 127»
3. «0 Mile»

– VCR 1 – Интро
1. «Cherry Bomb» (Korean Ver.)
2. «Comeback»
3. «Limitless»
4. «Chain» (Korean Ver.)
5. «Fly Away With Me»
6. «Back 2 U (AM 01:27)»

– VCR 2 –
1. «City 127»
2. «Angel»
3. «Jet Lag»
4. «Timeless»
5. «No Longer»
6. «Interlude: Regular to Irregular»
7. «Regular» (Korean Ver.)
8. «Wake Up»
9. «Baby Don't Like It»
10. «Mad City»

– VCR 3 –
1. «Good Thing»
2. «Touch»
3. «Replay (PM 01:27)»
4. «Simon Says"
5. «Fire Truck» (Remix)

Энкор:
1. «Superhuman»
2. «Summer 127»
3. «0 Mile»

– VCR 1 – Интро
1. «Cherry Bomb» (Korean Ver.)
2. «Comeback»
3. «Limitless»
4. «Chain» (Korean Ver.)
5. «Fly Away With Me»
6. «Back 2 U (AM 01:27)»

– VCR 2 –
1. «City 127»
2. «Angel»
3. «Jet Lag»
4. «Timeless»
5. «No Longer»
6. «Interlude: Regular to Irregular»
7. «Regular» (Korean Ver.)
8. «Wake Up»
9. «Baby Don't Like It»
10. «Mad City»

– VCR 3 –
1. «Good Thing»
2. «Touch»
3. «Replay (PM 01:27)»
4. «Simon Says»
5. «Fire Truck» (Remix)

Энкор:
1. «Superhuman»
2. «Summer 127»
3. «0 Mile»

### Даты концертов
| Дата                        | Город           | Страна           | Арена                                           | Посещаемость   | Прибыль        |
| Часть 1 — Азия              | Часть 1 — Азия  | Часть 1 — Азия   | Часть 1 — Азия                                  | Часть 1 — Азия | Часть 1 — Азия |
| --------------------------- | --------------- | ---------------- | ----------------------------------------------- | -------------- | -------------- |
| 26 января 2019 года         | Сеул            | Республика Корея | KSPO Dome                                       | 24,800/24,800  | Нет информации |
| 27 января 2019 года         | Сеул            | Республика Корея | KSPO Dome                                       | 24,800/24,800  | Нет информации |
| 2 февраля 2019 года         | Осака           | Япония           | Orix Theater                                    | 74,000/74,000  | Нет информации |
| 3 февраля 2019 года         | Осака           | Япония           | Orix Theater                                    | 74,000/74,000  | Нет информации |
| 11 февраля 2019 года        | Хиросима        | Япония           | Hiroshima Bunka Gakuen HBG Hall                 | 74,000/74,000  | Нет информации |
| 12 февраля 2019 года        | Хиросима        | Япония           | Hiroshima Bunka Gakuen HBG Hall                 | 74,000/74,000  | Нет информации |
| 23 февраля 2019 года        | Канадзава       | Япония           | Honda no Mori Hall                              | 74,000/74,000  | Нет информации |
| 24 февраля 2019 года        | Канадзава       | Япония           | Honda no Mori Hall                              | 74,000/74,000  | Нет информации |
| 2 марта 2019 года           | Саппоро         | Япония           | Sapporo Cultural Arts Theater hitaru            | 74,000/74,000  | Нет информации |
| 3 марта 2019 года           | Саппоро         | Япония           | Sapporo Cultural Arts Theater hitaru            | 74,000/74,000  | Нет информации |
| 17 марта 2019 года          | Фукуока         | Япония           | Fukuoka Sunpalace Hotel & Hall                  | 74,000/74,000  | Нет информации |
| 18 марта 2019 года          | Фукуока         | Япония           | Fukuoka Sunpalace Hotel & Hall                  | 74,000/74,000  | Нет информации |
| 21 марта 2019 года          | Нагоя           | Япония           | Nippon Tokushu Tougyou Civic Hall – Forest Hall | 74,000/74,000  | Нет информации |
| 29 марта 2019 года          | Сайтама         | Япония           | Saitama Super Arena                             | 74,000/74,000  | Нет информации |
| 30 марта 2019 года          | Сайтама         | Япония           | Saitama Super Arena                             | 74,000/74,000  | Нет информации |
| 31 марта 2019 года          | Сайтама         | Япония           | Saitama Super Arena                             | 74,000/74,000  | Нет информации |
| Часть 2 — Северная Америка  |                 |                  |                                                 |                |                |
| 24 апреля 2019 года         | Ньюарк          | США              | Prudential Center                               | Нет информации | Нет информации |
| 26 апреля 2019 года         | Атланта         | США              | Coca-Cola Roxy                                  | Нет информации | Нет информации |
| 28 апреля 2019 года         | Майами          | США              | Watsco Center                                   | Нет информации | Нет информации |
| 1 мая 2019 года             | Даллас          | США              | The Theatre at Grand Prairie                    | Нет информации | Нет информации |
| 3 мая 2019 года             | Финикс          | США              | Comerica Theatre                                | Нет информации | Нет информации |
| 5 мая 2019 года             | Хьюстон         | США              | Smart Financial Centre                          | Нет информации | Нет информации |
| 7 мая 2019 года             | Чикаго          | США              | Rosemont Theatre                                | Нет информации | Нет информации |
| 9 мая 2019 года             | Сан-Хосе        | США              | City National Civic                             | Нет информации | Нет информации |
| 10 мая 2019 года            | Сан-Хосе        | США              | City National Civic                             | Нет информации | Нет информации |
| 12 мая 2019 года            | Лос-Анджелес    | США              | Microsoft Theater                               | 6,534/6,785    | $835,589       |
| 17 мая 2019 года            | Торонто         | Канада           | Coca-Cola Coliseum                              | Нет информации | Нет информации |
| 19 мая 2019 года            | Ванкувер        | Канада           | Pacific Coliseum                                | Нет информации | Нет информации |
| Часть 3 — Латинская Америка |                 |                  |                                                 |                |                |
| 21 мая 2019 года            | Мехико          | Мексика          | Teatro Metropólitan                             | Нет информации | Нет информации |
| Часть 4 — Азия              |                 |                  |                                                 |                |                |
| 21 июня 2019 года           | Бангкок         | Таиланд          | Thunder Dome                                    | 18,000/18,000  | Нет информации |
| 22 июня 2019 года           | Бангкок         | Таиланд          | Thunder Dome                                    | 18,000/18,000  | Нет информации |
| 23 июня 2019 года           | Бангкок         | Таиланд          | Thunder Dome                                    | 18,000/18,000  | Нет информации |
| Часть 5 — Европа            |                 |                  |                                                 |                |                |
| 26 июня 2019 года           | Санкт-Петербург | Россия           | Ice Palace                                      | Нет информации | Нет информации |
| 29 июня 2019 года           | Москва          | Россия           | Megasport                                       | Нет информации | Нет информации |
| 7 июля 2019 года            | Лондон          | Великобритания   | SSE Arena                                       | Нет информации | Нет информации |
| 10 июля 2019 года           | Париж           | Франция          | La Seine Musicale                               | Нет информации | Нет информации |
| Часть 6 — Азия              |                 |                  |                                                 |                |                |
| 20 июля 2019 года           | Сингапур        | Сингапур         | Singapore Indoor Stadium                        | Нет информации | Нет информации |
| 18 декабря 2019 года        | Осака           | Япония           | Osaka-jō Hall                                   | Нет информации | Нет информации |
| 19 декабря 2019 года        | Осака           | Япония           | Osaka-jō Hall                                   | Нет информации | Нет информации |
| 4 января 2020 года          | Фукуока         | Япония           | Marine Messe Fukuoka                            | Нет информации | Нет информации |
| 5 января 2020 года          | Фукуока         | Япония           | Marine Messe Fukuoka                            | Нет информации | Нет информации |
| 18 января 2020 года         | Ниигата         | Япония           | Toki Messe                                      | Нет информации | Нет информации |
| 22 февраля 2020 года        | Токио           | Япония           | Musashino Forest Sports Plaza                   | Нет информации | Нет информации |
| 23 февраля 2020 года        | Токио           | Япония           | Musashino Forest Sports Plaza                   | Нет информации | Нет информации |
| 24 февраля 2020 года        | Токио           | Япония           | Musashino Forest Sports Plaza                   | Нет информации | Нет информации |
| Итого:                      | Итого:          | Итого:           | Итого:                                          | Нет информации | Нет информации |

### Участники
- Артист: NCT 127 (Чону до Сингапура; Хэчхан с Сайтамы)
- Организатор: SM Entertainment
- Промоутер: Dream Maker Entertainment, SubKulture Entertainment (Северная Америка), KpopMe Entertainment (Канада), SM True (Таиланд), Attack Concert (Россия), Magic Sound K-Pop (Лондон и Париж), ONE Production (Сингапур)

## NCT 127 2nd Tour 'NEO CITY — The Awards' (2020)
NEO CITY — The Awards — второй концертный тур южнокорейского бойбенда NCT 127. Первый концерт должен был состояться 5 июня 2020 года в Нью-Йорке.
15 мая 2020 года тур был отменён в связи с распространением новой коронавирусной инфекции, другие даты и информация о переносе гастролей на более поздний срок неизвестна.

### Даты концертов
| Дата                       | Год                        | Страна                     | Арена                      | Посещаемость               | Прибыль        |
| Часть 1 — Северная Америка | Часть 1 — Северная Америка | Часть 1 — Северная Америка | Часть 1 — Северная Америка | Часть 1 — Северная Америка |                |
| -------------------------- | -------------------------- | -------------------------- | -------------------------- | -------------------------- | -------------- |
| 5 июня 2020 года           | Нью-Йорк                   | США                        | Madison Square Garden      | Нет информации             | Нет информации |
| 10 июня 2020 года          | Атланта                    | США                        | Infinite Energy Arena      | Нет информации             | Нет информации |
| 15 июня 2020 года          | Чикаго                     | США                        | Wintrust Arena             | Нет информации             | Нет информации |
| 18 июня 2020 года          | Сан-Хосе                   | США                        | SAP Center                 | Нет информации             | Нет информации |
| 19 июня 2020 года          | Лос-Анджелес               | США                        | The Forum                  | Нет информации             | Нет информации |
| 21 июня 2020 года          | Сиэтл                      | США                        | WAMU Theater               | Нет информации             | Нет информации |

## Примечание
1. ↑  NCT brings their many iterations to the stage: The multi-part boy band kicked off 2019 with series of concerts. Korea Joongang Daily (27 января 2019). Дата обращения: 25 августа 2020. Архивировано 9 января 2021 года.
2. ↑  Exclusive: NCT 127 Successfully Wraps Up Their 1st World Tour “NEO CITY: The Origin” In Singapore. Soompi (21 июля 2019). Дата обращения: 25 августа 2020. Архивировано 26 сентября 2020 года.
3. ↑  "NCT 127 Arena Tour 'NEO CITY : JAPAN - The Origin'"Fan Club Ticket guidance of secondary pre-order. NCT Japanese Website (31 октября 2019). Дата обращения: 25 августа 2020.
4. ↑  NCT 127 “꿈꿔왔던 단독 콘서트, 성장하는 모습 보여줄래요”. Kuki News. Дата обращения: 25 августа 2020. Архивировано 18 октября 2019 года.
5. ↑  NCT 127 1st Tour ‘NEO CITY : JAPAN - The Origin’. NCT Official Japan. Дата обращения: 25 августа 2020. Архивировано 31 марта 2019 года.
6. ↑  NCT127, 日 첫 투어 성공적 마무리..7만 4천 팬 흔들었다. Osen via Naver. Дата обращения: 18 июля 2019. Архивировано 1 апреля 2019 года.
7. ↑  NCT127, 월드투어로 북미 11개 도시 공연...韓 남자아이돌 최다 기록 [공식입장]. Naver. Дата обращения: 25 августа 2020. Архивировано 27 февраля 2019 года.
8. ↑  Billboard Boxscore :: Current Scores. Billboard (29 мая 2018). Архивировано 29 мая 2019 года.
9. ↑  NCT 127, 멕시코·러시아 단독 콘서트 개최 확정…현지 언론 주목. tenasia via Naver. Дата обращения: 25 августа 2020.
10. ↑  태국에 깃발 꽂은 NCT127… 첫 단독 콘서트 대성황. Naver. Дата обращения: 25 августа 2020. Архивировано 7 июля 2019 года.
11. ↑  NCT 127 Arena Tour ‘NEO CITY : JAPAN - The Origin’ 開催決定！. NCT Official Japan. Дата обращения: 25 августа 2020. Архивировано 23 сентября 2021 года.
12. ↑  NCT 127 Announce North American Tour Dates, Kicking Off at Madison Square Garden. Billboard (25 февраля 2020). Дата обращения: 25 августа 2020. Архивировано 13 октября 2020 года.
13. ↑  K-Pop Cancellations Due To Coronavirus Fallout Shake Industry. Forbes (11 марта 2020). Дата обращения: 25 августа 2020. Архивировано 3 июля 2020 года.
14. ↑  Here Are All the Major Music Events Canceled Due to Coronavirus (Updating). Billboard (24 августа 2020). Дата обращения: 25 августа 2020. Архивировано 10 апреля 2020 года.